# 稽山书院
稽山书院，是中国古代著名书院，位于今浙江省绍兴市柯橋區。北宋范仲淹首设，因明朝王阳明讲学而中兴，今存遗迹建筑。

## 历史

### 创始与兴起
北宋宝元二年（1039年）至康定元年（1040年），范仲淹以吏部员外郎之职外放任越州知州。范氏于是在越州州治（今绍兴城区）创建稽山书院，原址位于卧龙山西岗。当时延聘名学者石待旦任书院住持，受到学者学子的推崇。宋乾道六年（1170年），朱熹在浙江做官，任司提举浙东常平茶盐事，曾在稽山书院讲学。宋朝时，书院已经海内闻名，讲学活动众多。元朝至正年间，廉访副使王侯复扩建修葺了书院，元末书院曾一度荒废。

### 中兴
大明正德年(1506年至1521年)，山阴知县张焕将书院搬迁至原址的西面。明嘉靖三年（1524年），绍兴府知府南大吉和山阴县令吴瀛拓展书院，增建“明德堂”、“尊经阁”等建筑。书院因正德年间王阳明在此收徒讲学而大兴。王氏在此系统阐述自己“致良知”的理论，并亲自撰写有《稽山书院尊经阁记》。稽山书院是王阳明在绍兴讲学的主要场所之一，另一处为阳明书院。王氏还选送绍兴府及邻近八邑的优秀学生入书院学习，每月提供膳食住宿，而学生学习之处被称之为“瑞泉精舍”。经王阳明建设，稽山书院再次成为海内著名书院。

### 衰弱
大明万历七年（1579年），朝廷因东林党争而禁天下书院。稽山书院奉例而毁，书院的田产被吴氏所佃。当时朝中尚书吴兑仍坚持不毁书院建筑。万历十年（1682年），绍兴知府萧良干修复书院建筑，改名作“朱文公祠”，又在瑞泉精舍旧址上建“仕学所”。
大清康熙十年（1671年），绍兴当地人虞敬道、柴世盛重修书院。

## 相关著作
- 明朝王阳明撰《稽山书院尊经阁记》，为明朝散文名作。